# Ramiro Cortés Molteni
Ramiro P. Cortés Molteni, (nacido en el año 1931) es un exjugador de baloncesto uruguayo. Fue medalla de bronce con Uruguay en los Juegos Olímpicos de Melbourne 1956.